# 傅夢弼
傅夢弼（1488年—？年），字起巖，河南彰德府湯陰縣人，民籍。

## 生平
治《書經》，正德十一年（1516年）河南鄉試第十六名舉人，年三十六歲中式嘉靖二年（1523年）癸未科會試第一百九名，第三甲第一百十五名進士。初授藁城县知县，仕至户部主事。

## 家族
曾祖傅亮。祖父傅傑。父傅廷，驿丞。前母韓氏、范氏；母李氏。永感下。弟夢賢、夢相。